# Formel-2-Europameisterschaft 1979
Die Formel-2-Europameisterschaft 1979 umfasste 12 Wertungsläufe, beginnend mit dem Lauf in Silverstone am 25. März und endend mit dem Rennen in Donington am 19. August dieses Jahres. Den Meistertitel gewann der Schweizer Marc Surer, der für das Werksteam des Rennwagenherstellers March Engineering startete.

## Teams und Fahrer
| Team                                            | Chassis       | Motor          | Nr. | Fahrer                 | Rennen             |
| ----------------------------------------------- | ------------- | -------------- | --- | ---------------------- | ------------------ |
| Polifac BMW Junior Team                         | March 792     | BMW-Rosche     | 1   | Marc Surer             | 1–12               |
| Polifac BMW Junior Team                         | March 792     | BMW-Mader      | 2   | Ricardo Zunino         | 1–4                |
| Polifac BMW Junior Team                         | March 792     | BMW-Mader      | 2   | Rupert Keegan          | 5                  |
| Polifac BMW Junior Team                         | March 792     | BMW-Mader      | 2   | Giancarlo Martini      | 6                  |
| Polifac BMW Junior Team                         | March 792     | BMW-Mader      | 2   | Michel Leclère         | 7                  |
| Polifac BMW Junior Team                         | March 792     | BMW-Mader      | 2   | Anders Olofsson        | 9                  |
| Polifac BMW Junior Team                         | March 792     | BMW-Mader      | 2   | Stefan Johansson       | 12                 |
| Polifac BMW Junior Team                         | March 792     | BMW-Mader      | 3   | Beppe Gabbiani         | 1; 3–12            |
| Polifac BMW Junior Team                         | March 792     | BMW-Rosche     | 3   | Beppe Gabbiani         | 2                  |
| March Racing                                    | March 792     | BMW            | 4   | Teo Fabi               | 1–12               |
| March Racing                                    | March 792     | BMW            | 10  | Hans-Joachim Stuck     | 8                  |
| Bob Salisbury Racing (Jägermeister Racing Team) | March 792     | Hart           | 5   | Juan Traverso          | 1–12               |
| Bob Salisbury Racing (Jägermeister Racing Team) | March 792     | BMW            | 26  | Markus Höttinger       | 2–4; 8; 11         |
| Bob Salisbury Racing (Jägermeister Racing Team) | Chevron B48   | BMW            | 33  | Arie Luyendyk          | 9                  |
| Ampex Chevron Racing Team                       | Chevron B48   | Hart           | 6   | Bobby Rahal            | 1–11               |
| Ampex Chevron Racing Team                       | Chevron B48   | Hart           | 6   | Patrick Gaillard       | 12                 |
| Ampex Chevron Racing Team                       | Chevron B48   | Hart           | 39  | Patrick Gaillard       | 4; 7–8             |
| Ampex Chevron Racing Team                       | Chevron B48   | Hart           | 38  | Bernard Devaney        | 12                 |
| Project Four Racing                             | March 792     | BMW            | 7   | Derek Daly             | 1; 3; 6–11         |
| Project Four Racing                             | March 792     | BMW            | 7   | Keke Rosberg           | 2; 4               |
| Project Four Racing                             | March 792     | BMW            | 7   | Andrea de Cesaris      | 5                  |
| Project Four Racing                             | March 792     | BMW            | 8   | Stephen South          | 1–12               |
| Osella Squadra Corse                            | Osella FA2/79 | BMW-Osella     | 9   | Eddie Cheever          | 1–12               |
| Sanremo Racing                                  | March 782     | BMW-Heidegger  | 11  | Alberto Colombo        | 1–12               |
| Sanremo Racing                                  | March 782     | BMW-Heidegger  | 12  | Ariel Bakst            | 2; 4–12            |
| Sanremo Racing                                  | March 792     | BMW-Heidegger  | 12  | Ariel Bakst            | 1; 3               |
| Sanremo Racing                                  | March 792     | BMW-Heidegger  | 43  | Oscar Pedersoli        | 10; 12             |
| Divina Galica                                   | March 792     | Hart           | 13  | Divina Galica          | 1, 4, 12           |
| Toleman Group                                   | Ralt RT2      | Hart           | 14  | Brian Henton           | 1–3; 7–12          |
| Toleman Group                                   | March 782     | Hart           | 14  | Brian Henton           | 4–6                |
| Toleman Group                                   | March 782     | Hart           | 15  | Rad Dougall            | 1–6                |
| Toleman Group                                   | Ralt RT2      | Hart           | 15  | Rad Dougall            | 7–12               |
| Toleman Group                                   | March 782     | Hart           | 36  | Tiff Needell           | 12                 |
| Racing Team Everest                             | March 792     | BMW            | 16  | Miguel Ángel Guerra    | 1–12               |
| Racing Team Everest                             | March 792     | BMW            | 18  | Clay Regazzoni         | 1; 6; 7; 11        |
| Racing Team Everest                             | March 792     | BMW            | 18  | Ferrante Ponti         | 2; 3; 5            |
| Racing Team Everest                             | March 792     | BMW            | 18  | Gianfranco Brancatelli | 9; 10; 12          |
| Trivellato Racing Team                          | Chevron B48   | BMW            | 19  | Siegfried Stohr        | 1–7; 11            |
| Trivellato Racing Team                          | March 792     | BMW            | 19  | Siegfried Stohr        | 8–10; 12           |
| Onyx Race Engineering                           | Pilbeam MP42  | Hart           | 20  | Patrick Nève           | 1–4; 8             |
| Marlboro Team Tiga                              | March 792     | BMW            | 22  | Eje Elgh               | 1–12               |
| Docking Spitzley Racing                         | Chevron B48   | Hart           | 23  | Huub Rothengatter      | 1–12               |
| Brian Henton Garages                            | March 782     | Hart           | 24  | Boy Hayje              | 9                  |
| BFO Racing Team                                 | March 792     | Hart           | 25  | Wolfgang Locher        | 1–4; 6–8           |
| BFO Racing Team                                 | March 792     | Hart           | 25  | Cocho Lopez            | 9–12               |
| MM Mampe Team                                   | Maurer MM1    | BMW            | 27  | Armin Hahne            | 4–5; 7–9; 11–12    |
| Motul Nogaro                                    | AGS JH16      | BMW            | 28  | José Dolhem            | 1                  |
| Motul Nogaro                                    | AGS JH16      | BMW            | 28  | Alain Couderc          | 2–3; 7; 12         |
| Crown Paint Industrial Finishes                 | Chevron B42   | Hart           | 29  | Warren Booth           | 1; 12              |
| ÖASC                                            | March 792     | BMW            | 29  | Walter Raus            | 8                  |
| ÖASC                                            | March 792     | BMW            | 41  | Walter Raus            | 9; 11–12           |
| Dickson’s of Perth                              | March 792     | Hart           | 30  | Norman Dickson         | 1; 8               |
| Scuderia Jolly Club Milano                      | March 742     | Hart           | 31  | Carlo Giorgio          | 1; 3; 5; 6; 10; 11 |
| EGB Freizeit Team                               | Chevron B48   | Hart           | 32  | Jochen Dauer           | 1–2                |
| RAM Racing                                      | Chevron B48   | BMW            | 33  | Bernard de Dryver      | 1; 4; 8; 12        |
| Sergio Mingotti                                 | March 762     | BMW            | 33  | Sergio Mingotti        | 5                  |
| Sergio Mingotti                                 | March 762     | BMW            | 55  | Sergio Mingotti        | 6                  |
| Sergio Mingotti                                 | Mirage M1     | BMW            | 55  | Sergio Mingotti        | 11                 |
| Sergio Mingotti                                 | Mirage M1     | BMW            | 78  | Sergio Mingotti        | 4                  |
| André Chevalley                                 | March 792     | BMW            | 34  | André Chevalley        | 2                  |
| Kim Mather (Potins Racing)                      | March 772P    | BMW-Euroracing | 35  | Kim Mather             | 1; 3; 12           |
| Maurizio Flammini                               | March 792     | BMW            | 39  | Maurizio Flammini      | 5                  |
| Pasquale Barberio                               | March 782     | BMW            | 39  | Pasquale Barberio      | 10; 11             |
| Aycliffe Team Russell                           | March 782     | Hart           | 40  | Adrian Russell         | 1; 3; 8; 9; 12     |
| Riccardo Paletti                                | March 792     | BMW-Heidegger  | 40  | Riccardo Paletti       | 11                 |
| Walz-ToJ Racing                                 | March 782     | BMW            | 41  | Klaus Walz             | 2; 7               |
| Walz-ToJ Racing                                 | March 782     | Amaroli        | 44  | Lamberto Leoni         | 2                  |
| Willy Siller                                    | Chevron B35   | BMW-Schnitzer  | 42  | Willy Siller           | 11                 |
| Lamberto Leoni                                  | March 782     | BMW            | 44  | Lamberto Leoni         | 4; 5; 8            |
| Lamberto Leoni                                  | March 782     | Amaroli        | 44  | Lamberto Leoni         | 6                  |
| Gianfranco                                      | March 762     | BMW            | 45  | Gianfranco Trombetti   | 5                  |
| Lista Racing Team                               | March 782     | BMW            | 45  | Eugen Strähl           | 8                  |
| Manfred Cassani Racing Team                     | Ralt RT1      | BMW            | 50  | Manfred Winkelhock     | 4                  |
| Filippo Niccolini                               | Chevron B35   | BMW            | 52  | Filippo Niccolini      | 6                  |
| Marlboro McMahon Racing                         | March 792     | Hart           | 55  | Eddie Jordan           | 12                 |
| Roy Kennedy                                     | March 792     | Hart           | 60  | Angelo Piccione        | 12                 |
| Team BP With Theodore Racing                    | March 792     | Hart           | 77  | Derek Warwick          | 1–12               |
| Team BP With Theodore Racing                    | March 792     | Hart           | 47  | Dave Kennedy           | 12                 |
| KWS Motorsport                                  | Chevron B48   | Hart           | 80  | Jochen Dauer           | 4; 5; 7            |
| Piero Necchi                                    | AMS 279       | Amaroli        |     | Piero Necchi           | 11                 |

## Rennkalender
| Nr. | Datum      | Veranstaltung (Rennstrecke)                                           | Erster                     | Zweiter                       | Dritter                         | Pole-Position              | Schnellste Runde                 |
| --- | ---------- | --------------------------------------------------------------------- | -------------------------- | ----------------------------- | ------------------------------- | -------------------------- | -------------------------------- |
| 01  | 25. März   | BRDC International Trophy 1979 (Silverstone Circuit)                  | Eddie Cheever (Osella-BMW) | Derek Daly (March-BMW)        | Brian Henton (Ralt-Hart)        | Eddie Cheever (Osella-BMW) | Derek Daly (March-BMW)           |
| 02  | 08. April  | Trophäe Jim Clark Gedächtnisrennen (Hockenheimring Baden-Württemberg) | Keke Rosberg (March-BMW)   | Rad Dougall (March-Hart)      | Miguel Ángel Guerra (March-BMW) | Marc Surer (March-BMW)     | Stephen South (Project Four-BMW) |
| 03  | 16. April  | BARC 200 International Jochen Rindt Trophy (Thruxton)                 | Rad Dougall (March-Hart)   | Derek Daly (March-BMW)        | Alberto Colombo (March-BMW)     | Rad Dougall (March-Hart)   | Marc Surer (March-BMW)           |
| 04  | 29. April  | ADAC-Eifelrennen (Nordschleife)                                       | Marc Surer (March-BMW)     | Brian Henton (March-Hart)     | Manfred Winkelhock (Ralt-BMW)   | Keke Rosberg (March-BMW)   | Manfred Winkelhock (Ralt-BMW)    |
| 05  | 13. Mai    | Gran Premio di Roma (Autodromo Vallelunga)                            | Marc Surer (March-BMW)     | Siegfried Stohr (Chevron-BMW) | Maurizio Flammini (March-BMW)   | Stephen South (March-BMW)  | Brian Henton (March-Hart)        |
| 06  | 20. Mai    | Gran Premio del Mugello (Autodromo Internazionale del Mugello)        | Brian Henton (March-Hart)  | Beppe Gabbiani (March-BMW)    | Eje Elgh (March-BMW)            | Derek Daly (March-BMW)     | Beppe Gabbiani (March-BMW)       |
| 07  | 04. Juni   | Grand Prix Automobile de Pau (Circuit de Pau-Ville)                   | Eddie Cheever (Osella-BMW) | Siegfried Stohr (Chevron-BMW) | Marc Surer (March-BMW)          | Marc Surer (March-BMW)     | Eddie Cheever (Osella-BMW)       |
| 08  | 10. Juni   | Rhein-Pokalrennen (Hockenheimring Baden-Württemberg)                  | Stephen South (March-BMW)  | Derek Daly (March-BMW)        | Beppe Gabbiani (March-BMW)      | Stephen South (March-BMW)  | Alberto Colombo (March-BMW)      |
| 09  | 15. Juli   | Grote Prijs van Zandvoort (Circuit Park Zandvoort)                    | Eddie Cheever (Osella-BMW) | Teo Fabi (March-BMW)          | Marc Surer (March-BMW)          | Brian Henton (Ralt-Hart)   | Eddie Cheever (Osella-BMW)       |
| 10  | 29. Juli   | Gran Premio del Mediterraneo (Autodromo di Pergusa)                   | Eje Elgh (March-BMW)       | Derek Daly (March-BMW)        | Stephen South (March-BMW)       | Brian Henton (Ralt-Hart)   | Stephen South (March-BMW)        |
| 11  | 05. August | Gran Premio dell’Adriatico (Misano World Circuit Marco Simoncelli)    | Brian Henton (Ralt-Hart)   | Beppe Gabbiani (March-BMW)    | Marc Surer (March-BMW)          | Brian Henton (Ralt-Hart)   | Brian Henton (Ralt-Hart)         |
| 12  | 19. August | Donington „50.000“ (Donington Park)                                   | Derek Daly (March-BMW)     | Marc Surer (March-BMW)        | Stephen South (March-BMW)       | Derek Daly (March-BMW)     | Derek Daly (March-BMW)           |

## Fahrerwertung
| Platz | Fahrer              | Punkte |
| ----- | ------------------- | ------ |
| 01    | Marc Surer          | 38     |
| 02    | Brian Henton        | 36     |
| 03    | Derek Daly          | 33     |
| 04    | Eddie Cheever       | 32     |
| 05    | Rad Dougall         | 19     |
| 0     | Stephen South       | 19     |
| 0     | Beppe Gabbiani      | 19     |
| 08    | Siegfried Stohr     | 17     |
| 09    | Eje Elgh            | 16     |
| 10    | Teo Fabi            | 13     |
| 11    | Bobby Rahal         | 10     |
| 12    | Keke Rosberg        | 09     |
| 13    | Miguel Ángel Guerra | 08     |
|       | Alberto Colombo     | 08     |
| 15    | Patrick Gaillard    | 05     |
| 16    | Manfred Winkelhock  | 04     |
|       | Maurizio Flammini   | 04     |
| 18    | Juan Traverso       | 03     |
|       | Huub Rothengatter   | 03     |
|       | Derek Warwick       | 02     |
| 21    | Andrea de Cesaris   | 01     |
|       | Oscar Pedersoli     | 01     |